# Albert Riera Ortega
Albert Riera i Ortega (Manacor, Illes Balears, 15 d'abril del 1982) és un exfutbolista balear, retirat l'any 2018.

## Trajectòria
Riera es va formar a les categories inferiors del RCD Mallorca. Va debutar amb l'equip balear a la Primera Divisió espanyola el 25 de febrer de 2001, jugant els darrers 19 minuts del Racing de Santander - Mallorca. Dita temporada, en la qual els mallorquinistes van finalitzar la lliga en tercera posició (la seva millor classificació històrica), Riera va jugar tres partits i va marcar un gol. La següent campanya va seguir alternant el filial amb el primer equip, en el qual va jugar set partits de lliga (marcant un gol) i tres de la Lliga de Campions.
La temporada 2002-03 va fer el salt definitiu al primer equip per a convertir-se en un jugador bàsic en l'onze titular. Va jugar 35 dels 38 partits de lliga, marcant quatre gols. Aquest mateix any va ser també titular a la final de la Copa del Rei, disputada a l'Estadi Martínez Valero d'Elx, on el Mallorca va guanyar al Recreativo de Huelva per 3-0, l'èxit més gran inscrit en el palmarès del club balear.
El progrés de Riera, llavors amb 21 anys, va cridar l'atenció de diversos clubs com el Deportivo de La Corunya i l'Atlètic de Madrid, encara que finalment va ser traspassat al Girondins de Bordeus de la primera divisió francesa.
En la seva primera temporada en el club francès va ser un dels jugadors destacats de l'equip. Va ser alineat en 32 de les 34 jornades de lliga, marcant dos gols. Riera també va tenir una actuació destacada a les competicions europees, on el Girondins va arribar als quarts de final de la Copa de la UEFA. El manacorí va jugar els deu partits del torneig i va marcar cinc dianes.
No obstant això, la temporada 2004-05 va esdevenir suplent, va jugar 21 partits de lliga i va marcar dos gols. Al final d'aquesta temporada, va tornar a la lliga espanyola per a fitxar pel RCD Espanyol. No obstant això, en el seu primer any en el club perico tampoc no va entrar en els plans del tècnic, Miguel Àngel Lotina. Després de jugar només quatre partits com a titular a la primera volta, en el mercat d'hivern de la temporada 2005-06 va marxar cedit al Manchester City de la Premier League anglesa. A Manchester va jugar 15 partits i va marcar un gol, encara que el club va decidir no fer vàlida l'opció de compra i el jugador va retornar a l'Espanyol l'estiu del 2006.
La temporada 2006-07, amb Ernesto Valverde a la banqueta de l'Espanyol, Riera assolí aferrar-se a la titularitat, jugant 28 partits de lliga en els quals va marcar quatre gols. No obstant això, l'èxit més gran del club perico aquesta temporada fou la Copa de la UEFA, on es va proclamar subcampió, després de perdre la final contra el Sevilla FC a la tanda de penals. Riera va ser un dels jugadors espanyolistes més destacats de la final; va jugar com a titular els 120 minuts del partit, va marcar el primer gol del seu equip i va estavellar una pilota al pal. Al total de la competició europea el manacorí va marcar quatre gols. Aquesta mateixa temporada va ser també subcampió de la Supercopa d'Espanya. Riera va jugar, com a suplent, els dos partits de la competició davant el FC Barcelona.
Després de 3 anys a l'Espanyol, les bones sensacions creades tot i la seva irregularitat, el van ajudar a fitxar definitivament pel Liverpool, amb un traspàs al club inglés.
El 2009 el Consell Insular de Mallorca li feu entrega del Premi Jaume II per la important trajectòria dins el món del futbol, que l'ha portat fins a la prestigiosa Premier League, de la mà del seu equip actual, el Liverpool. Aquest esportista ja consagrat, que juga en una de les millors lligues de futbol del món, no oblida la seva formació inicial en les
categories inferiors del RCD Mallorca, equip amb el qual també debutà a la primera divisió. Sempre que els compromisos professionals li ho permeten, torna a la seva illa, on manté intactes les arrels.
El 23 de juliol de 2010, amb una clàusula de rescissió de prop de 6.000.000 euros, Riera va signar un contracte de 4 anys per l'Olympiakos FC, trencant els registres de transferència en la història del país. Riera arribà a Atenes rebent una càlida benvinguda a l'aeroport per milers de persones.
L'any 2011 fitxa pel Galatasaray SK turc, guanyant la Superliga de Turquia en la seva primera temporada.
Després de quedar lliure pel Galatasaray, va ser fitxat per l'Udinese Calcio. El març de 2014 juga cedit al Watford anglès fins a finals de la temporada 2014/2015.
La propera temporada segueix jugant a futbol i, a la vegada, participa en la direcció esportiva del Zavrč eslovè. Això li ofereix una bona oportunitat professional per a continuar la seva activitat professional en el món del futbol.
El gener de 2018 anuncia la seva retirada com a jugador professional de futbol.

## Selecció espanyola
Ha estat internacional en setze ocasions, marcant quatre gols en total. El seleccionador espanyol, Luis Aragonés (que havia estat el seu entrenador en el RCD Mallorca) el va fer debutar amb la selecció espanyola el 13 d'octubre de 2007, en un partit de classificació de la Eurocopa 2008 contra Dinamarca. Riera va saltar al camp al minut 69 i va marcar el darrer gol del partit
Dia 12 d'agost de 2009, Albert Riera anotà un altre gol al minut 55 del partit disputat amb la selecció de Macedònia. Va ser el tercer i definitiu gol de la selecció espanyola d'aquell partit, després d'anar perdent per 0 a 2.

## Clubs
| Club                    | Pais       | Any       |
| ----------------------- | ---------- | --------- |
| RCD Mallorca            | Espanya    | 2000-2003 |
| Girondins de Bordeus    | França     | 2003-2005 |
| RCD Espanyol            | Espanya    | 2005-2008 |
| Manchester City (cedit) | Anglaterra | 2006      |
| Liverpool FC            | Anglaterra | 2008-     |

## Palmarès
| Títol          | Club         | País    | Any       |
| -------------- | ------------ | ------- | --------- |
| Copa del Rei   | RCD Mallorca | Espanya | 2002-2003 |
| Subcampió UEFA | RCD Espanyol | Espanya | 2006-2007 |